# Уряд Гренади
Уряд Гренади — вищий орган виконавчої влади Гренади.

## Голова уряду
- Прем'єр-міністр — Кіт Мітчелл (англ. Keith Mitchell).
- Віце-прем'єр-міністр — Елвін Німрод (англ. Elvin Nimrod).

## Кабінет міністрів
Склад чинного уряду подано станом на 23 березня 2015 року.
| Логотип | Міністерство                                                                                        | Міністр                                        | Фото | Час на посаді | Час на посаді | Партія | Партія | Вебсайт |
| ------- | --------------------------------------------------------------------------------------------------- | ---------------------------------------------- | ---- | ------------- | ------------- | ------ | ------ | ------- |
|         | Міністерство економічного розвитку, торгівлі, планування, співробітництва та міжнародного бізнесу   | Олівер Джозеф (Oliver Joseph)                  |      |               |               |        |        |         |
|         | Міністерство забезпечення                                                                           | Александра Отвей-Ноель (Alexandra Otway-Noel)  |      |               |               |        |        |         |
|         | Міністерство зв'язку                                                                                | Грегорі Боуен (Gregory Bowen)                  |      |               |               |        |        |         |
|         | Міністерство закордонних справ                                                                      | Кларіс Модесте-Карвен (Clarice Modeste-Curwen) |      |               |               |        |        |         |
|         | Міністерство молоді, спорту та міжрелігійних зносин                                                 | Еммалін П'єрре (Emmalin Pierre)                |      |               |               |        |        |         |
|         | Міністерство національної безпеки, державного управління, внутрішніх справ та надзвичайних ситуацій | Кіт Мітчелл (Keith Mitchell)                   |      |               |               |        |        |         |
|         | Міністерство освіти і розвитку людських ресурсів                                                    | Ентоні Боатсвейн (Anthony Boatswain)           |      |               |               |        |        |         |
|         | Міністерство охорони здоров'я і соціальної безпеки                                                  | Ніколас Стіл (Nickolas Steele)                 |      |               |               |        |        |         |
|         | Міністерство праці та місцевого самоврядування                                                      | Елвін Німрод (Elvin Nimrod)                    |      |               |               |        |        |         |
|         | Міністерство соціального розвитку, житла і розвитку громад                                          | Делма Томас (Delma Thomas)                     |      |               |               |        |        |         |
|         | Міністерство сільського, лісового і рибного господарства, земель і екології                         | Роланд Бола (Roland Bhola)                     |      |               |               |        |        |         |
|         | Міністерство туризму, цивільної авіації та культури                                                 | Іоланде Бейн-Хорсфорд (Yolande Bain-Horsford)  |      |               |               |        |        |         |
|         | Міністерство у справах Карріаку і Малого Мартиніку                                                  | Елвін Німрод (Elvin Nimrod)                    |      |               |               |        |        |         |
|         | Міністерство юстиції                                                                                | Елвін Німрод (Elvin Nimrod)                    |      |               |               |        |        |         |